# Олешковичі
Оле́шковичі — село в Україні, у Луцькому районі Волинської області. Входить до складу Рожищенської міської громади. Населення становить 86 осіб.

## Історія
Про першу згадку можна прочитати в Олександра Цинкаловського (у праці «Стара Волинь і Полісся»). Він пише, що вперше Олешковичі згадуються в 1570 році, коли належали до села Бутиня, князя Андрія Масальського, а в 1577 до Степана Харлинського, що платив від 6 домів.
Згодом, у 1816 році сюди з-над Буга, переселяються так звані «голєндри», тобто голландці, що почали займатися тут господарством. І ось тут починаються цікавинки. Через деякий час вони розуміють, що насправді вони не голландці, а поляки! Ходять до римо-католицького костелу в Вишеньках.
А коли у другій половині XIX ст. на Волинь з'їжджаються німецькі колоністи, які отримують численні привілеї, то поляки-голландці з Олешкович знову змінюють свою національну приналежність і стають німцями.
До середини XX ст. (до початку II світової війни) село розкинулось невеликими хутірськими поселеннями аж до земель сучасних Носачевич. Хатини розміщувались хаотично, зовсім не близько одна біля однієї, як зараз. За свідченням Олександра Цинкаловського — наприкінці XIX ст. тут було 36 будинків і 159 жителів.
Є у селі і декілька цікавинок архітектури. Зокрема — мурована лютеранська кірха, яка була спочатку дерев'яною. Сучасний вигляд будівлі сформувався у 1930-х роках. Станом на 2016 рік, цей храм належить християнам-баптистам. За селом збереглася ще (щоправда у вкрай жахливому стані) німецька хатина міжвоєнного періоду. Зараз тут руїни, а в одну з кімнат хтось ще й напхав сіна, перетворивши колись житло на клуню. Але попри те — хатина ще зберігає свій оригінальний вигляд.
У 1939 році, перед війною, коли більшість колоністів залишили село, на пусті хатини були заселені українці з прикордонних надбужанських сіл. Цікаво, що переселенців з Холмщини у селі майже немає. Зате сюди переселялися українці із Гродненської губернії (Сучасна Білорусь) у 20-х роках минулого століття.
Збереглося до нашого часу старе кладовище колоністів. І хоч більшість могил ніхто не доглядає, бо ж нащадків немає, але на кладовищі в 2001 р. установлений пам'ятник, який і розповідає про те, хто ж тут похований. Цікаво, що на цьому ж місці (поруч) діє і сучасне православне кладовище. Ба більше — є могили однієї родини нібито з різних часів. З одного боку — німецькі надписи ще з початку століття, з іншого українські зовсім сучасні. Це одна з небагатьох родин колоністів, що залишилась в Олешковичах до сьогодні.
12 червня 2020 року, згідно з розпорядженням Кабінету Міністрів України  № 708-р, село увійшло до складу Рожищенської міської громади.
19 липня 2020 року, в результаті адміністративно-територіальної реформи та ліквідації Рожищенського району, село увійшло до складу новоутвореного Луцького району.

## Населення
Згідно з переписом УРСР 1989 року чисельність наявного населення села становила 102 особи, з яких 46 чоловіків та 56 жінок.
За переписом населення України 2001 року в селі мешкало 85 осіб.

### Мова
Розподіл населення за рідною мовою за даними перепису 2001 року:
| Мова       | Відсоток |
| ---------- | -------- |
| українська | 98,84 %  |
| російська  | 1,16 %   |